# Véore
La Véore est une rivière du sud-est de la France, affluent du Rhône en rive gauche. Elle coule entièrement dans le département de la Drôme, en région Auvergne-Rhône-Alpes.

## Géographie
Elle prend sa source à La Baume-Cornillane, au sud-est de Combovin sur la bordure occidentale du massif du Vercors, et à 584 m d'altitude.
De 37,6 km de longueur, elle baigne Chabeuil, puis Beaumont-lès-Valence et, après avoir longé le Rhône vers le sud, conflue avec ce dernier au niveau de Livron-sur-Drôme.
Il y a deux confluences avec le Rhône une avec un canal de décharge sur la commune d'Étoile-sur-Rhône, en face des Îles du Couriol et juste en aval du barrage de Charmes-sur-Rhône. La deuxième confluence, à la limite des deux communes d'Étoile et Livron-sur-Drôme, s'effectue en face de l'île Saint-Thomé et de la Centrale électrique de Beauchastel.

## Communes traversées

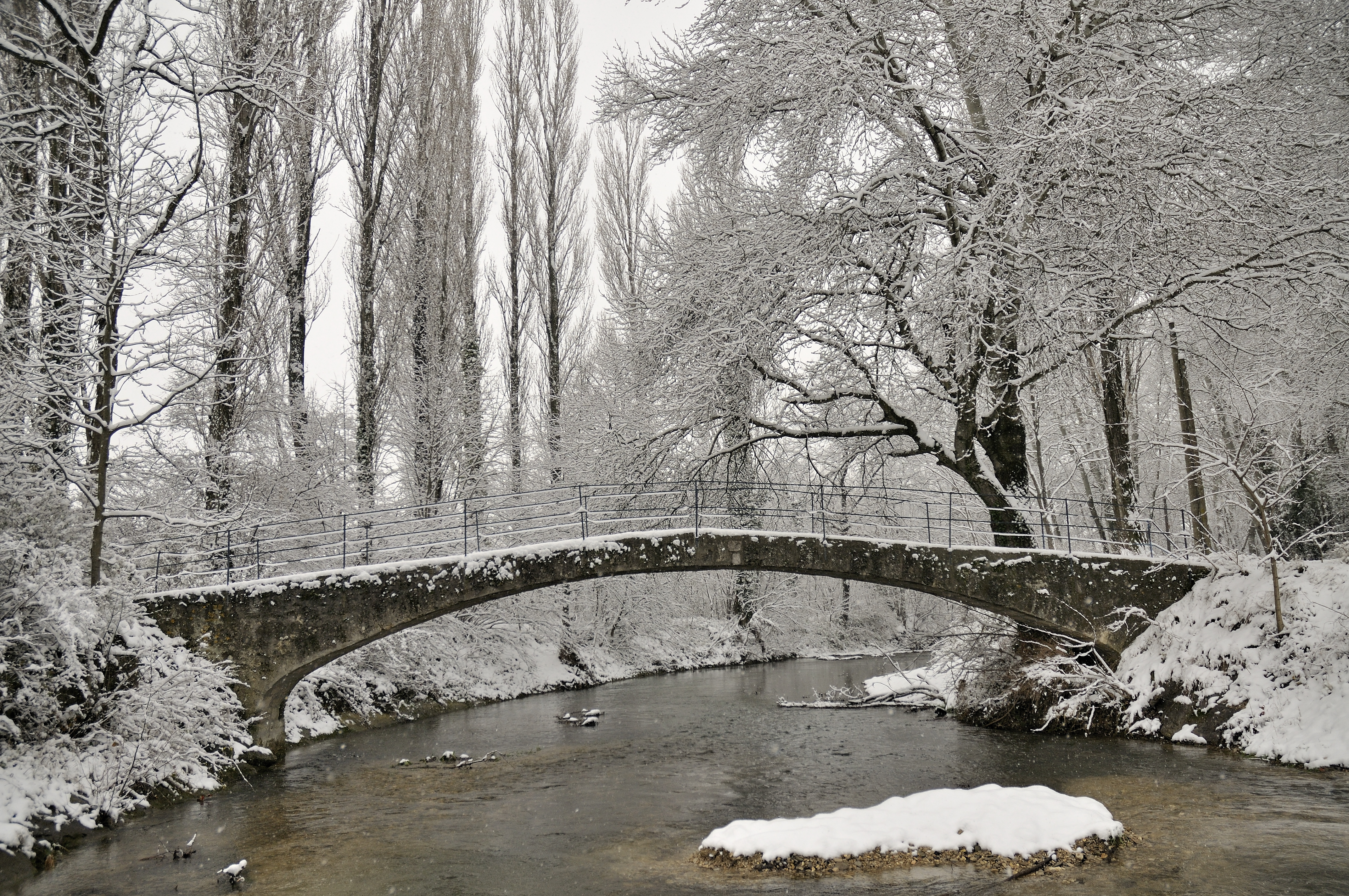
Pont sur la Véore XVIIe siècle à Beaumont-lès-Valence.

Dans le seul département de la Drôme, la Véore traverse onze communes :
- d'amont en aval : La Baume-Cornillane (source), Combovin, Châteaudouble, Chabeuil, Montvendre, Malissard, Beaumont-lès-Valence, Montéléger, Beauvallon, Livron-sur-Drôme et Étoile-sur-Rhône (confluence).

## Affluents
La Véore a onze affluents référencés :
- la Cursayes (rd) sur la seule commune de Combovin
- la Vollonge (rd) sur la seule commune de Combovin
- le Chevillon (rd) sur la seule commune de Châteaudouble
- la Marette (rd) sur la seule commune de Châteaudouble
- la Lierne (rd)
- Géoportail ajoute le Merdary sur la seule commune de Chabeuil
- le ruisseau de Bost, (Montvendre)
- la Petite Véore (rg)
- le Guimand (rd)
- l'Ecoutay (rg)
- Le Pétochin (rg)
- le ruisseau d'Ozon (rg)

## Hydrologie
Le débit de la Véore a été observé sur une période de 48 ans, à Beaumont-lès-Valence, localité du département de la Drôme, située à moins de dix kilomètres au sud-est de Valence, et fort proche du confluent de la rivière. La taille du bassin versant y est de 192 km2,,.
Le module de la rivière à cet endroit est de 1,14 m3/s.
La Véore présente des fluctuations saisonnières de débit assez importantes, avec des hautes eaux d'hiver et de printemps portant le débit mensuel moyen à un niveau allant de 1,54 à 1,67 m3/s, de novembre à mai inclus (maximum en mars), et des basses eaux d'été de juillet à septembre, avec une baisse du débit moyen mensuel jusqu'au niveau de 0,255 m3/s au mois d'août.

### Étiage ou basses eaux
Le VCN3 peut chuter jusque 0,005 m3/s, en cas de période quinquennale sèche, soit 5 litres par seconde, ce qui est très sévère, le cours d'eau se réduisant alors à quelques filets d'eau.

### Crues
D'autre part les crues peuvent être fort importantes, du moins relativement à la surface réduite du bassin versant. Le QIX 2 et le QIX 5 valent respectivement 20 et 34 m3/s. Le QIX 10 est de 43 m3/s. Le QIX 20 se monte à 51 m3/s et le QIX 50 à 62 m3/s.
Le débit instantané maximal enregistré a été de 62 m3/s le 3 décembre 2003, tandis que la valeur journalière maximale était de 48 m3/s à la même date.

### Lame d'eau et débit spécifique
La lame d'eau écoulée dans le bassin de la Véore à cet endroit est de 199 millimètres annuellement, valeur très nettement inférieure à la moyenne d'ensemble de la France, et surtout à celle de l'ensemble du bassin versant du Rhône (594 millimètres). Le débit spécifique (ou Qsp) se monte à 6,3 litres par seconde et par kilomètre carré de bassin.

## Organisme gestionnaire
L'organisme gestionnaire est la communauté d'agglomération Valence Romans Agglo depuis le 1er janvier 2017 à la suite de la prise de compétence gestion des milieux aquatiques et prévention des inondations (GEMAPI). 